# Käthe Schirmacher
Käthe Schirmacher (Gdansk, 6 de agosto de 1865- Meran, 18 de noviembre de 1930) fue una escritora, periodista y activista política alemana líder en la defensa de los derechos de las mujeres y la internacionalización de esta causa en la década del 1890. 

## Biografía
Su padre era un rico comerciante, pero la fortuna familiar se perdió en la década de 1870, cuando ella era muy joven. Fue una de las primeras mujeres de Alemania que obtuvo un doctorado tras estudiar en La Sorbona entre otoño de 1893 y primavera de 1895. El doctorado fue en estudios románicos en Zúrich, con Heinrich Morf como profesor tutor. Era lesbiana y tuvo varias parejas, la relación más larga fue con Margarethe Böhm. 
En 1899, Schirmacher participó en la fundación de la Asociación para la Organización de Mujeres Progresistas de Berlín. En 1904 también estuvo implicada en la Alianza Internacional de Mujeres. Durante este periodo de tiempo entre los años 1890 y principios de 1900 Schirmacher viajó por Europa y Estados Unidos dando conferencias sobre la cultura alemana y la situación de las mujeres. Schirmacher escribió y difundió los valores de la "mujer moderna". En sus conferencias y en su escritura personal, expresó los rasgos necesarios para ser una mujer moderna, que dejó escritos en Die moderne Frauenbewegung (1909). Consideraba que en la educación y la instrucción las mujeres debían disfrutar de las mismas oportunidades que los hombres. También sostenía que en el terreno laboral las mujeres deberían tener la libertad de elegir cualquier empleo y ser compensadas igual que cualquier hombre. Además reivindicaba pleno estatus jurídico ante la ley y la plena capacidad civil. Finalmente, pedía el reconocimiento de la labor de las mujeres tanto en el hogar como en el trabajo. Se trataba de posiciones extremas para su tiempo, pero en 1904 Schirmacher se situó en círculos considerados todavía más extremos políticamente y comenzó a expresar sentimientos nacionalistas. Fue el mismo año en que Schirmacher empezó a romper lazos con los grupos próximos a la izquierda que había fundado, liderado y organizado. En 1913, con la perspectiva de la guerra y la ola de nacionalismo que impactaba en Europa occidental, Schirmacher rompió completamente sus relaciones con estas organizaciones de mujeres.
En el estallido de la Primera Guerra Mundial Schirmacher participó en la redacción y publicación de la propaganda alemana principalmente en forma de folletos distribuidos en Alemania y también en Francia. Después de la guerra estuvo implicada en el Partido Nacional del Pueblo de Alemania donde defendía y difundía opiniones nacionalistas excluyentes y antisemitas. 